# 西尔维娅·弗勒利希
西尔维娅·弗勒利希（德語：Silvia Fröhlich，1959年2月24日—），旧姓阿恩特（Arndt），德国女子赛艇运动员。她曾代表东德参加1980年夏季奥林匹克运动会赛艇比赛，获得女子四人单桨有舵手金牌。